# Mézilhac
Mézilhac település Franciaországban, Ardèche megyében. Lakosainak száma 99 fő (2022. január 1.). Mézilhac Le Chambon, Dornas, Genestelle, Lachamp-Raphaël, Laviolle, Marcols-les-Eaux, Saint-Genest-Lachamp és Vallées-d’Antraigues-Asperjoc községekkel határos.

## Népesség
A település népességének változása:
| Lakosok száma | 268  | 166  | 140  | 112  | 97   | 93   | 95   | 99   | 97   | 99   |
|               | 1968 | 1982 | 1990 | 2006 | 2013 | 2015 | 2017 | 2019 | 2020 | 2022 |